# Opływ Motławy
Opływ Motławy (niem. Umfluter) – ramię ujściowe Motławy do Martwej Wisły w postaci fragmentu dawnej fosy Gdańska.

## Historia
W latach 1622–1636 Gdańsk otoczono zespołem fortyfikacji bastionowych wraz z fosą mokrą. Fosa zasilana była wodami rzeki Motławy, dzięki wzniesionej śluzie fortecznej, to znaczy Śluzie Kamiennej. Umożliwiała ona regulowanie poziomu wody w fosie. Ponadto zbudowano zrzut wody z Kanału Raduni, który również mógł służyć zasilaniu fos. W związku z rozwojem techniki wojskowej, fortyfikacje Gdańska straciły przydatność militarną w drugiej połowie XIX wieku, a od 1888 roku rozpoczął się proces niwelowania umocnień. W pierwszej kolejności zaczęto niwelować północny ciąg fortyfikacji miasta. Natomiast w 1897 r. zasypano zachodnią fosę miasta, kończąc ją w miejscu dzisiejszego zachodniego krańca Opływu Motławy. Rozbiórka fortyfikacji odcinka północno-wschodniego była prowadzona wiele lat, aż do okresu po I wojnie światowej. Wtedy też, w latach 20. XX wieku, skierowano wody dawnej fosy do Martwej Wisły pomiędzy Sienną Groblą a Gęsią Karczmą, nadając ciekowi dzisiejszy kształt. Miał on pełnić funkcje ramienia ujściowego Motławy i być zabezpieczeniem przeciwpowodziowym. Pierwotna niemiecka nazwa Umfluter oznacza „Opływ” i była używana wyłącznie do określenia tego cieku na odcinku od Śluzy Kamiennej do Martwej Wisły. Po 1945 r. przyjęła się nazwa Opływ Motławy, a także zaczęto używać jej również w odniesieniu do zachowanego odcinka fosy po zachodniej stronie Śluzy Kamiennej.

## Przyroda
Wzdłuż Opływu Motławy, na odcinku od ul. Okopowej do ul. Elbląskiej, ciągnie się Park nad Opływem Motławy. W wodach cieku stwierdzono występowanie chronionych grzybieni północnych oraz grążela żółtego. Bytują tutaj różne gatunki ptaków, na przykład perkoz, brzegówka, kokoszka wodna, łabędzie nieme, a także świstuny i bernikla kanadyjska. 

## Fortyfikacje nad Opływem Motławy
Zachowany ciąg fortyfikacji z XVII wieku, który bronił Gdańska od południa:
- Bastion św. Gertrudy
- Brama Nizinna
- Brama Kolejowa
- Bastion Żubr
- Śluza Kamienna
- Bastion Wilk
- Bastion Wyskok
- Bastion Miś
- Bastion Królik

## Galeria

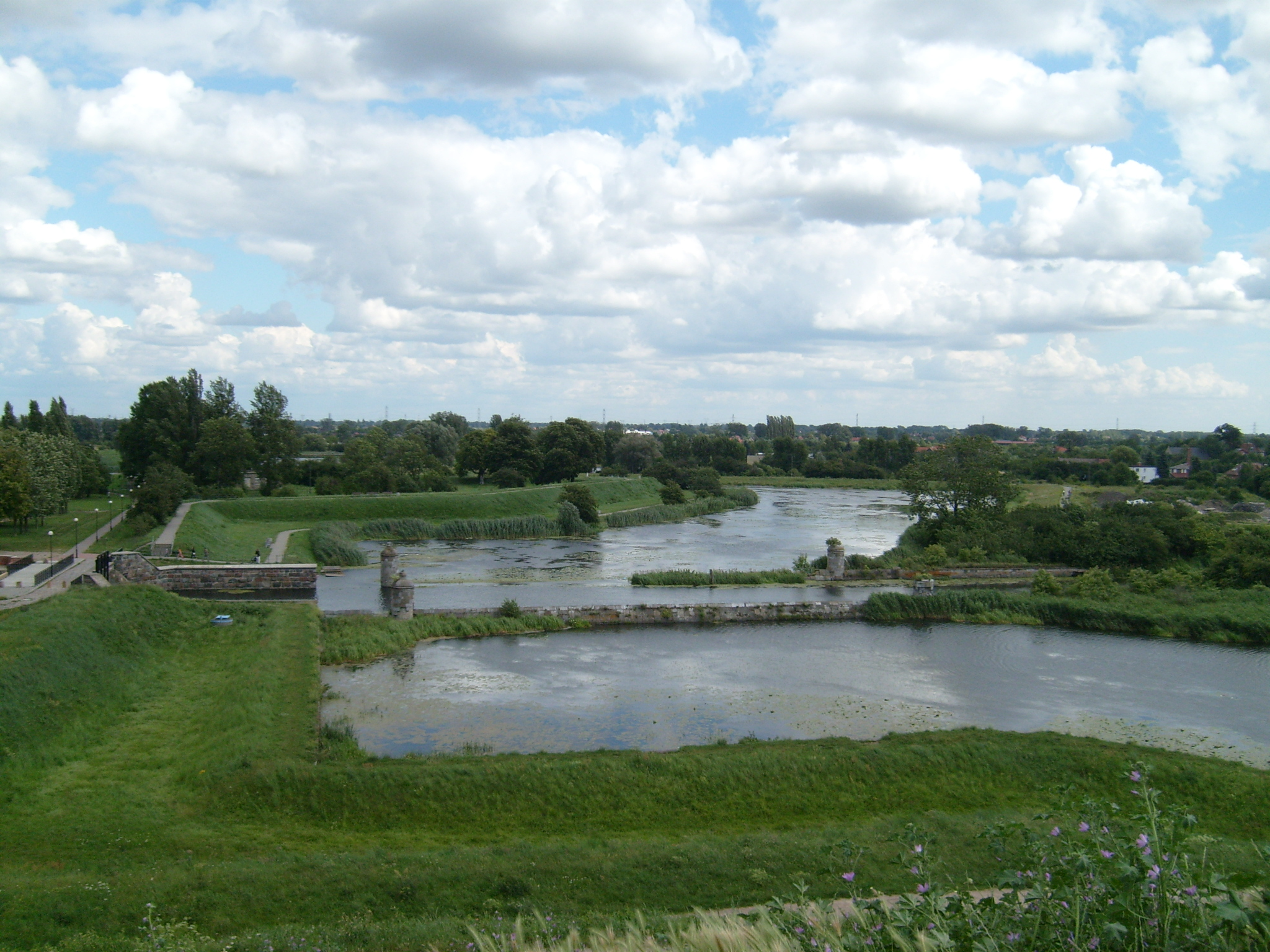
Śluza Kamienna
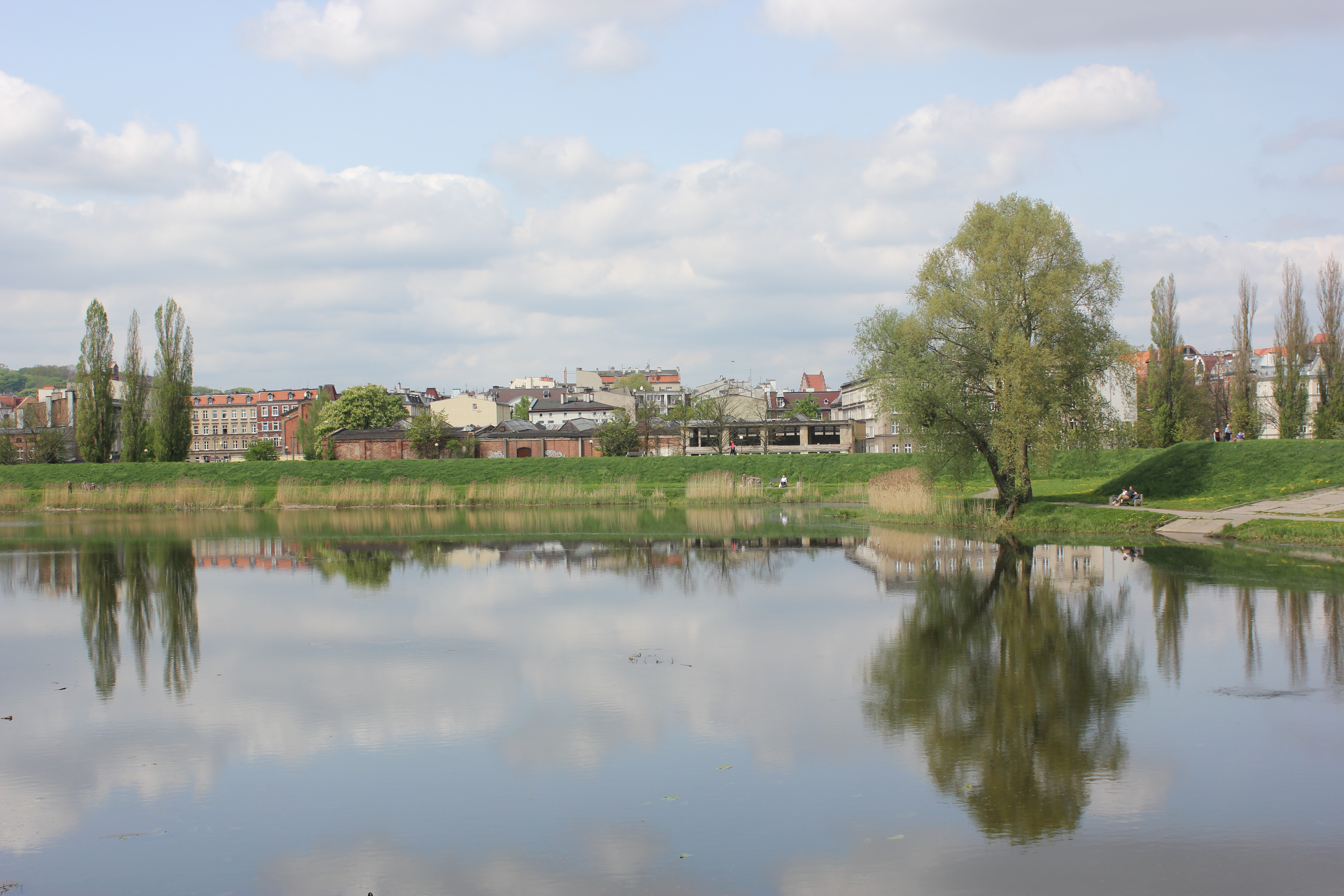
Widok na Dolne Miasto
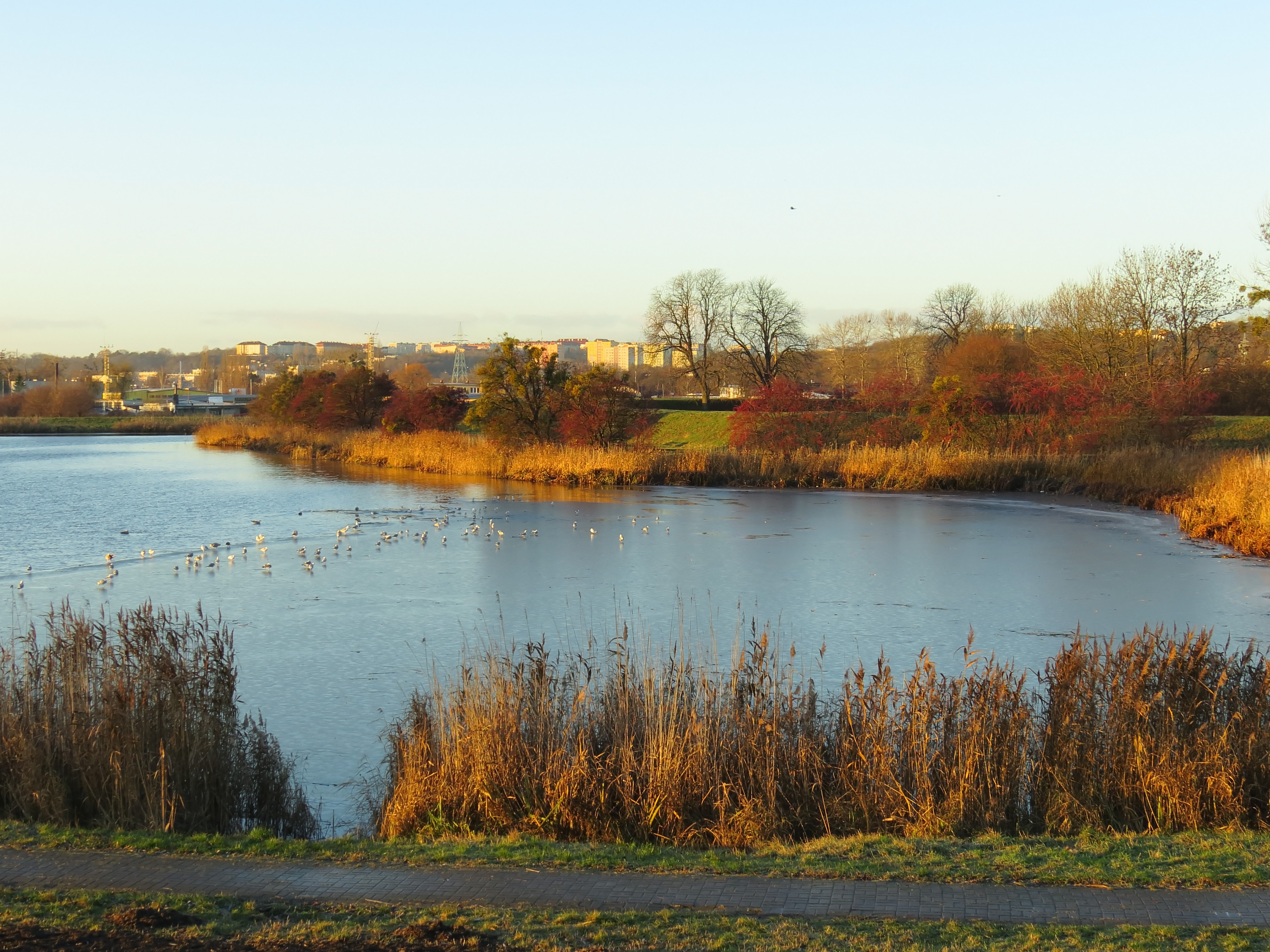
Bastion Wilk